# Regime disciplinar diferenciado
O Regime Disciplinar Diferenciado (RDD) é objeto da Lei brasileira nº 10.792 que alterou a Lei de Execuções Penais e o Código de Processo Penal no país.

## Histórico
Motivada pela organização de facções criminosas, atuantes em presídios, principalmente nos estados de São Paulo e Rio de Janeiro, a Lei foi criada com argumento motivacional de buscar dificultar as ações organizadas e supostamente lideradas por internos dos presídios, tais como o Comando Vermelho (CV), no Rio de Janeiro, e o Primeiro Comando da Capital (PCC), em São Paulo.
A Lei passou a vigorar a partir de 2 de janeiro de 2003 no Brasil, aprimorando normas relativas ao interrogatório e instituiu o Regime Disciplinar Diferenciado (RDD). Baseou-se em experiências efetuadas no estado de São Paulo, nas penitênciárias de Avaré, Taubaté e no presídio de segurança máxima de Presidente Bernardes.

## Aplicação
A Lei de Execução Penal, alterada recentemente pela Lei 13.964 de 2019 prevê a aplicação do RDD para o preso provisório, ou condenado, nacional ou estrangeiro. No RDD o preso é mantido em cela individual 22 horas por dia, podendo ser visitado quinzenalmente por até duas pessoas, tomando um banho de sol por dia de duas horas no máximo.
O RDD possui duração máxima de até 2 anos, sem prejuízo de repetição da sanção por nova falta grave de mesma espécie; 
O artigo 52 da Lei de Execuções Penais, determina a aplicação do RDD caso haja prática, por parte do detento, de fato previsto como sendo crime doloso e que ocasione a subversão da ordem ou disciplina interna. A Lei exige  que a inclusão no regime seja aplicada por prévio e fundamentado despacho do juiz competente, e que  dependerá de requerimento circunstanciado elaborado pelo diretor do estabelecimento penal ou outra autoridade administrativa. Além disso, a decisão de inclusão no regime disciplinar deve ser precedida de manifestação do Ministério Público e da defesa
Outras medidas ainda foram tomadas, visando manter o isolamento dos presos, tais como a instalação de detectores de metais nos presídios e utilização de bloqueadores de celular e rádio transmissores.

## Defesa e críticas
Os defensores da medida argüem, além de defenderem a constitucionalidade da lei, para a necessidade social da medida, como inibidora e punitiva da prática delituosa - prevenção geral negativa. Reclamam que no Brasil vem sendo substituída, com enorme prejuízo para a segurança pública, por penas cada vez mais brandas e muitas vezes os juízes substituem a pena de privação de liberdade por restrição de direitos(Direito Penal mínimo).
Porém, muitos estudiosos do Direito brasileiro consideram inconstitucional o RDD. O penalista Roberto Delmanto, por exemplo, em artigo publicado no Boletim do Instituto Brasileiro de Ciências Criminais, proclamou que o RDD fere a Constituição Federal, que dispõe, em cláusulas pétreas que “ninguém será submetido a tortura nem a tratamento desumano ou degradante e que não haverá penas... cruéis"(art.5º,III).